# Auguste Choisy
Auguste Choisy (* 7. Februar 1841 in Vitry-le-François; † 18. September 1909 in Paris) war ein französischer Ingenieur und Architekturhistoriker, der sich stark mit der Konstruktion geschichtlicher Bauwerke befasste. Von 1877 bis 1901 war er Professor an der École nationale des ponts et chaussées. 1904 gewann er die Royal Gold Medal der RIBA.

## Werk
Auguste Choisy, Sohn eines Architekten, besuchte 1861 die École Polytechnique in Paris, an der damals Léonce Reynaud unterrichtete, und führte ab 1863 sein Studium an der École nationale des ponts et chaussées weiter. Danach unternahm er, wie dies zur damaligen Zeit üblich war, als Teil seiner Ausbildung ausgedehnte Reisen nach Rom und Athen, um dort die antiken Bauwerke zu studieren.
Im Gegensatz zu vielen seiner Vorgänger interessierte sich Choisy weit mehr für die Konstruktion der historischen Bauwerke als für ihren architektonischen Ausdruck. Er betrachtete die Konstruktion als das wichtigste Element der Architektur. Für ihn waren alle Stilwandlungen lediglich die logische Folge technischer Entwicklungen.
Als Resultat seiner Studien publizierte Choisy im Jahr 1873 L’art de bâtir chez les romains, in dem er  sich detailliert mit der Konstruktionsweise, der Bautechnik, den Arbeitsvorgängen und der Arbeitsorganisation befasst, welche die Römer einsetzten, um Bauwerke wie zum Beispiel das Pantheon in Rom zu errichten.
Das Buch führte dazu, dass Choisy von seinen ehemaligen Professoren Léonce Reynaud und Eugène Viollet-le-Duc vorgeschlagen wurde, eine Expedition zu unternehmen, um ähnliche Untersuchungen im Nahen Osten an byzantinischen Bauten vorzunehmen. Daraus resultierte im Jahr 1882 Choisys zweites im gleichen Stil aufgebautes Werk, L’art de bâtir chez les Byzantins.
Choisys Untersuchungen führten dazu, dass er als Professor an die École nationale des ponts et chaussées und später auch an die École Polytechnique berufen wurde. Aus seiner Vorlesungstätigkeit resultierte schließlich sein Magnum Opus, das 1899 publizierte Histoire de l’architecture.
Choisy komplettierte seine Untersuchungen antiker Bauwerke mit weiteren Publikationen zum antiken Griechenland im 1883 publizierten Études épigraphiques sur l’architecture grecque und Ägypten im 1904 erschienenen L’art de bâtir chez les Égyptiens.
Bemerkenswert und einflussreich waren die dazumals neuartigen axonometrischen Projektionen, mit denen Choisy seine Werke illustrierte und die alle wesentlichen Elemente einer Bauform in einem einzigen Bild mit Grundriss, Ansicht und Schnitt zusammenfassten. Der Architekturtheoretiker Reyner Banham meinte, dass diese objektiven Illustrationen die Architektur, die sie darstellt, zur reinen Abstraktion reduziere; eine Qualität, die neben dem unbestreitbaren Informationswert wohl dazu beitrug, dass diese Darstellungsart großen Anklang bei den Pionieren der modernen Architektur fand.
Zu den Schülern Choisys zählt unter anderem Auguste Perret.

## Bücher von Auguste Choisy
- L’art de batir chez les Romains. Ducher, Paris 1873, (Digitalisat).
- L’Asie mineure et les Turcs en 1875. Souvenirs de voyage. Firmin-Didot, Paris 1876, (Digitalisat).
- Le Sahara. Souvenirs d’une mission a Góleah. Plon, Paris 1881, (Digitalisat).
- L’art de batir chez les Byzantins. Librairie de la Société anonyme de publications périodiques, Paris 1883, (Digitalisat).
- Études épigraphiques sur l’architecture grecque. = Études sur l’architecture grecque. 4 Teile. Librairie de la Société anonyme de publications périodiques, Paris 1883–1884, (Digitalisat).
- Histoire de l’Architecture. 2 Bände. Gauthier-Villars, Paris 1899, (Digitalisate: Band 1. Band 2).
- L’art de batir chez les Égyptiens. Édouard Rouveyre, Paris 1904, (Digitalisat).
- Vitruve. 4 Bände. Lahure, Paris 1909;
  - Band 1: Analyse. (Digitalisat);
  - Band 2: Texte et Traduction. Livres I–VI. (Digitalisat);
  - Band 3: Texte et Traduction. Livres VII–X. Textes Annexes. (Digitalisat);
  - Band 4: Figures. (Digitalisat).